# Mopsea triacnema
Mopsea triacnema is een zachte koraalsoort uit de familie Isididae. De koraalsoort komt uit het geslacht Mopsea. Mopsea triacnema werd in 1998 voor het eerst wetenschappelijk beschreven door Alderslade. 